# Kościół św. Marcina w Baħriji
Kościół świętego Marcina, biskupa Tours (malt. Il-knisja ta’ San Martin ta’ Tours, ang. St Martin’s Church) – rzymskokatolicki kościół w wiosce Baħrija, będącej administracyjnie częścią Rabatu na Malcie.  

## Historia
Pod koniec lat 50. XX wieku populacja Baħriji znacznie się powiększyła, i widomym stało się, że należy zbudować większy kościół. Dotychczas rolę miejscowej świątyni pełniła niewielka kaplica św. Marcina. W październiku 1968 wieloletnie działania rektora kaplicy zaowocowały wykonaniem planów nowego kościoła. Projektantami kościoła byli Joseph Ellul Vincenti oraz Joseph Sapienza. Niestety z powodu różnych przeciwności losu budowa kościoła ukończona została dopiero w 1984, zaś jego konsekracja nastąpiła w 1989. Przejął on wówczas rolę lokalnej świątyni.

## Architektura

### Wygląd zewnętrzny

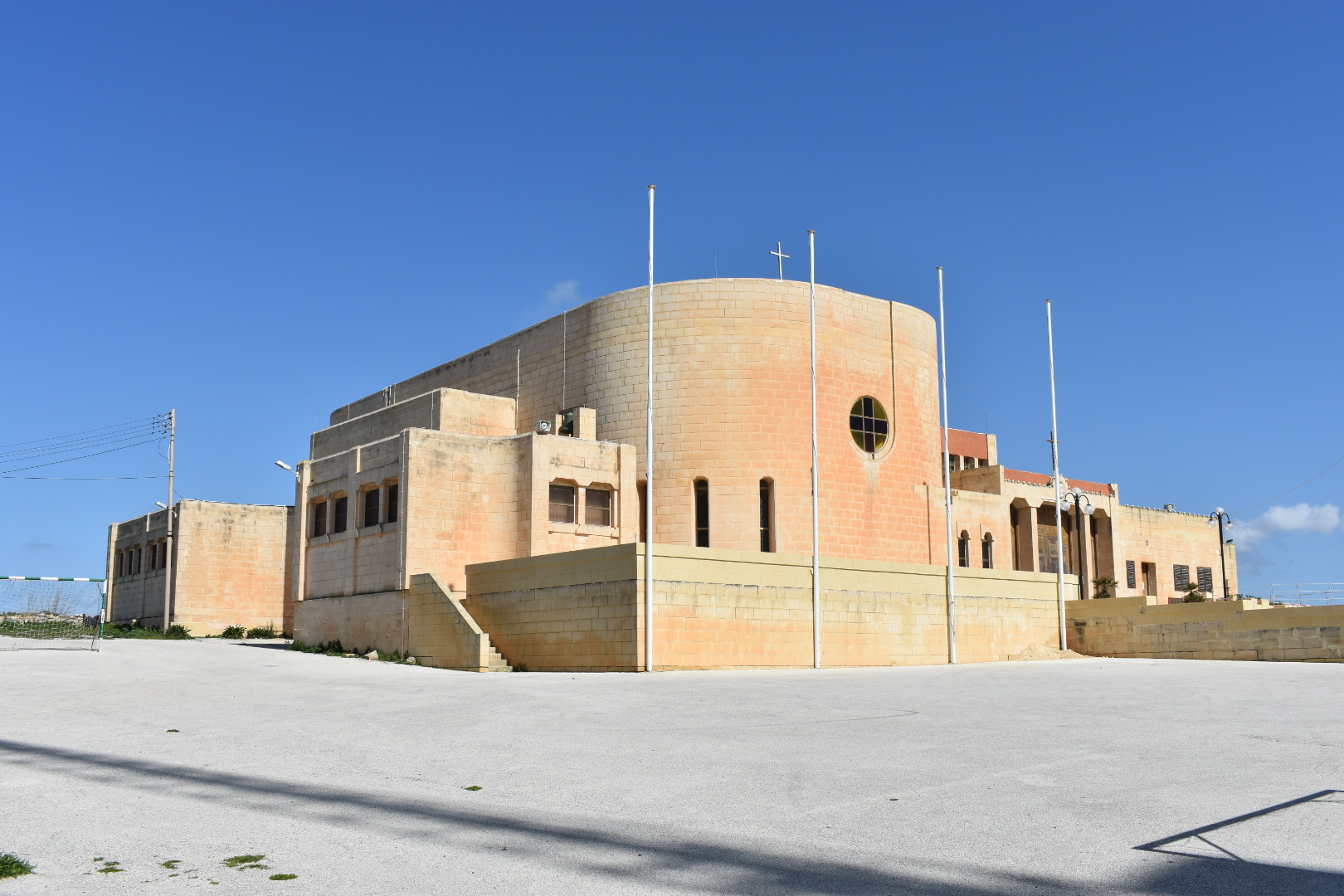
Kościół, widok od płd-zach.

Główne wejście, do którego prowadzi portyk, charakteryzuje się dużymi, centralnie umieszczonymi prostokątnymi drzwiami, oflankowanymi wąskimi prostokątnymi drzwiami bocznymi. Prawe skrzydło fasady jest proste, ozdobione prostokątnymi drzwiami i trzema prostokątnymi oknami. Lewe skrzydło kościoła składa się z ogromnego półkolistego pomieszczenia. Dzwonnica o wysokości 60 stóp (ok. 18,3 m), zbudowana na planie prostokąta, z krzyżem na szczycie, umieszczona jest z tyłu kościoła.
Do kościoła przylega kompleks, składający się z biura probostwa, sali zebrań, kaplicy, zakrystii i dwóch pomieszczeń magazynowych.

## Świątynia dzisiaj
W kościele odprawiane są msze święte w niedziele i święta o godzinie 7:00 i 9:00, w soboty o godzinie 17:30 (zima) i 18:00 (lato), zaś w tygodniu o godzinie 18:00 (zima) i 18:30 (lato). Święto patronalne kościoła obchodzone jest uroczyście w niedzielę najbliższą 11 listopada.

## Ochrona dziedzictwa kulturowego
Od 27 czerwca 2014 budynek świątyni umieszczony jest na liście National Inventory of the Cultural Property of the Maltese Islands pod nr. 2324.